# Grace (Jeff Buckley)
Grace is het debuut- en enige album van de Amerikaanse singer-songwriter Jeff Buckley. Het album werd uitgebracht op 23 augustus 1994. In 2004 kwam Grace Legacy Edition uit, bestaande uit een geremasterde versie van Grace, een cd met onuitgebrachte nummers en een dvd met videoclips.

## Nummers
| Nr. | Titel                          | Duur |
| --- | ------------------------------ | ---- |
| 1.  | Mojo Pin                       | 5:42 |
| 2.  | Grace                          | 5:22 |
| 3.  | Last Goodbye                   | 4:35 |
| 4.  | Lilac Wine                     | 4:32 |
| 5.  | So Real                        | 4:43 |
| 6.  | Hallelujah                     | 6:53 |
| 7.  | Lover, You Should've Come Over | 6:43 |
| 8.  | Corpus Christi Carol           | 2:56 |
| 9.  | Eternal Life                   | 4:52 |
| 10. | Dream Brother                  | 5:26 |